# Losenický potok
Losenický potok är ett vattendrag i Tjeckien. Det ligger i den centrala delen av landet, 110 km sydost om huvudstaden Prag.